# Машина сновидений
Машина сновидений (также известна как «машина мечты» и «машина сна», англ. The Dreamachine или The Dream Machine) — стробоскопическое устройство, созданное на основе электрофона в 1961 году совместными усилиями писателя Уильяма Берроуза, художника Брайона Гайсина и математика Иэна Соммервиля. Первые идеи относительно будущего устройства посетили Гайсина в конце 1950-х, а окончательно оформились после прочтения книги «Живой мозг» нейрофизиолога У. Г. Уолтера, в которой учёный описал влияние различных волн на мозг человека. Опыт взаимодействия с данным устройством оказал значительное влияние на творчество как Гайсина, так и Берроуза, а в дополнение к этому нашёл отражение в работах их близких друзей, аналогичным образом испытавших на себе воздействие машины.
Машина сновидений производит мерцание примерно в 8—13 Гц, вызывая визуальную стимуляцию воздействием на альфа-ритмы головного мозга пользователя. Согласно заверениям разработчиков, действие «машины сновидений» может вводить человека в гипнагогическое состояние, вызывая под закрытыми веками чрезвычайно яркие цвета, соединяющиеся в разнообразные геометрические узоры. Отмечается также, что использование устройства может быть потенциально опасным для людей, страдающих эпилепсией или иными расстройствами нервной системы.

## История создания
Изобретению «машины сновидений» предшествовал важный опыт, который впоследствии сыграл существенную роль в изобретении. В своём журнале художником-авангардистом Брайоном Гайсином 21 декабря 1959 года была сделана запись: «Сегодня в автобусе на пути к Марселю меня захватил трансцендентальный ураган цветовых видений. Мы мчались сквозь длинную аллею, усаженную деревьями, и я прикрыл глаза, сидя напротив слепящего солнца. Подавляющий поток интенсивно ярких цветов взорвался под моими веками: многомерный калейдоскоп вихрем кружился в космосе. Я был выброшен из времени». Примечательно, что практически идентичные переживания более чем веком ранее описал чешский физиолог Ян Пуркине, один из первых людей, с научной точки зрения подошедший к вопросу визуальных галлюцинаций.
В начале 1960-х писатель-битник Уильям С. Берроуз проживал в Париже, восстанавливаясь после курса лечения апоморфином от наркозависимости; там он сблизился с ранее уже знакомым ему Гайсином, и двое стали закадычными друзьями. Однажды Берроуз дал Гайсину книгу нейрофизиолога Уильяма Грея Уолтера «Живой мозг», в которой учёный описывал влияние различных волн на мозг человека. Вдохновлённый прочитанным, художник обратился к своему товарищу, изучавшему математику в Кембридже, Йену Соммервилю — он подтвердил возможность создания машины с действием, схожим с приведённым Уолтером в своей книге.
В письме из Кембриджа от 15 февраля 1960 года Соммервиль писал оставшимся в Европе друзьям, что собрал первый прототип устройства. Уже год спустя, 18 июля, Йен получил патент под номером 868 281 на своё изобретение. В официальном документе содержалось следующее описание «машины сновидений»: «Изобретение, имеющее художественное и медицинское применение, примечательно тем, что воспринимаемый эффект ощутим при взгляде с закрытыми или открытыми глазами на внешнюю сторону снабжённого прорезями цилиндра, вращающегося с заданной скоростью. Ощущения могут быть изменены посредством увеличения или уменьшения скорости вращения, изменения расположения прорезей или изменением цветов и узоров на внутренней стороне цилиндра». Стоит отметить, однако, что Соммервиль был не первым человеком, использовавшим стробоскопические эффекты для вызова визуальных галлюцинаций — первые подобные опыты (со значительно более низкой мощностью мерцания) датированы 1934 годом.
В 1963 году Гайсин вслед за Берроузом отправился в Соединённые Штаты Америки, в Нью-Йорк, чтобы вывести изобретение на рынок. Несмотря на то, что «машина сновидений» определённо была сенсационным изобретением, желающих производить в промышленных масштабах устройство, способное вызывать припадки, не нашлось. Немного ранее доктор Роберт Фишер, сотрудник Центра по изучению эпилепсии в Стэнфорде, также подтвердил, что на 10 000 человек 1 может испытать эпилептический припадок и примерное вдвое больше детей подвержены аналогичному эффекту. При этом, впрочем, устройство было показано на нескольких выставках электроники, поспособствовав популярности своих изобретателей.

## Технология производства
Американским издательством Other Voices в 1990-х годах была выпущена книга «Dreamachine plans», содержавшая оригинальные зарисовки Гайсина и Соммервиля, использовавшиеся для постройки «машин сновидений». Книга была снабжена чертежами цилиндра и всех видов прорезей, описанием необходимых материалов и устройств, а также инструкцией по сборке.
Согласно представленным описаниям, в качестве основы для цилиндра должен использоваться лист из плотного (но достаточно гибкого, чтобы быть свёрнутым в рулон) картона или бумаги примерно 86 × 81 см. По приложенному трафарету (см. схему расположения прорезей) необходимо расчертить бумагу и аккуратно вырезать установленного размера проёмы (см. прорези типа А-Д). Места на схеме, помеченные словом «клей», необходимо обработать соответствующим материалом и соединить друг с другом, образовав прямоугольный круговой цилиндр. Последний далее должен быть помещён на диск электрофона (или любого другого устройства аналогичной конструкции), и должна быть установлена скорость, равная 78 об. / мин.; по центру цилиндра, на глубину в 1/3 от его высоты, следует поместить источник света таким образом, чтобы он не касался стенок цилиндра. После данных действий «машина сновидений» готова к использованию.
В случае использования электрофона со скоростью вращения диска 45 об. / мин., в цилиндре необходимо сделать больше отверстий для сохранения необходимой частоты мерцания. Схема такого цилиндра представлена ниже. Данная схема пригодна для печати на листе А1 высокой плотности, после чего необходимо вырезать отмеченные отверстия и, после установки соединённого цилиндра на электрофон с последующей установкой источника света, машина сновидений готова к использованию.

Схема расположения прорезей на цилиндре
Прорезь типа «А»
Прорезь типа «Б»
Прорезь типа «В»
Прорезь типа «Г»
Прорезь типа «Д»
Схема цилиндра для электрофона со скоростью вращения 45 об./мин.

## Описание и принципы работы
Совместными усилиями Берроуза, Гайсина и Соммервиля было собрано первое устройство: обыкновенная лампочка была подвешена над металлическим цилиндром с несколькими прорезями, который вращался с 78 оборотами в минуту, располагаясь на диске электрофона. При помощи «машины сновидений» Гайсин намеревался подстегнуть опыт, который был не только приятным, но и поучительным для смотрящего. Художник предполагал, что устройство «откроет новую эру … эру внутреннего видения», предоставляя людям доступ к тому, что он обозначил в качестве «Человеческой программы». Гайсин говорил, что изобретённая машина позволяет увидеть «всё, что может быть увидено, было увидено и будет увидено». В понимании художника кругозор человека ограничен рамками, установленными Программой, а использование «машины сновидений» может эти самые рамки разрушить.

Машина мечты <…> представляет собой цилиндр в мелких дырочках, который вращается вокруг источника света, создавая тем самым стробоскопическое «мерцание», попадающее на смеженные глазные веки испытуемого. «Мерцание» при определённой частоте радикально изменяет альфа- (или сканирующие) ритмы мозга, что подтверждается электроэнцефалограммами. Субъекты наблюдают ослепительный свет неземной яркости и цветов, из которого складываются множественные узоры. Если мерцание совпадает с альфа-ритмами, испытуемый видит бесконечное число цветных узоров, занимающих поле зрения на все триста шестьдесят градусов, галлюцинации, рождающие созвездия образов. Из многомерной мозаики возникают геометрические конструкции невероятной сложности.— Брайон Гайсин, выдержка из статьи, посвящённой «Машине мечты»
Первый прототип устройства был построен лично Соммервилем, на все последующие Гайсин добавлял каллиграфические рисунки, нанося их на внутреннюю сторону цилиндра. С течением времени строение машин несколько менялось; Гайсин писал: «И вот так, без каких-либо средств и с таким накалом электричества, мы начали создавать всю серию машин мечты: от самого простого цилиндра с симметричными прорезями, которые производили определённого рода мигание, до современных машин, с помощью которых ты, двигаясь вверх-вниз по колонне с закрытыми глазами, переживаешь прерывания света между восемью и тринадцатью в секунду…».
На самого художника опыт взаимодействия с изобретением имел колоссальное влияние. В дневнике он подробно законспектировал свой опыт, отмечая, что воспринимаемое пользователем машины есть «полное раскрытие в видениях твоих несметных сокровищ, Юнгианского склада символов, который мы делим со всем нормально функционирующим человечеством. Из этой сокровищницы художники и ремесленники черпали элементы искусства на протяжении веков. В быстром потоке образов ты немедленно начнешь узнавать кресты, звезды, нимбы… Сотканные узоры, похожие на доколумбовский текстиль, исламские ковры… без конца повторяющиеся узоры на керамических плитках… в вышивках всех времен… Быстро колеблющиеся серийные образы абстрактного искусства».
Использование «машины сновидений» не предполагает каких-либо особых действий. Достаточно приглушить свет в комнате, чтобы основным его источником была лампа в устройстве; необходимо принять сидячее положение так, чтобы закрытые глаза находились на уровне центра цилиндра. При скорости вращения цилиндра, равной 78 об. / мин., и лампочке мощностью в 100 Вт, устройство производит мерцание примерно в 8—13 Гц (с 8—13 вспышками в секунду), вызывая визуальную стимуляцию воздействием на альфа-ритмы головного мозга пользователя. Следует также принимать во внимание, что работающее устройство потенциально опасно для людей, страдающих эпилепсией или иными расстройствами нервной системы. Свет мерцающей лампы воздействует на оптический нерв и изменяет электрические колебания мозга. Пользователь сквозь закрытые веки испытывает возрастающие яркие сложные комбинации цветов. Комбинации принимают очертания, символы и водовороты, в результате чего пользователь чувствует, что он «окружён» цветом. Сообщается, что пользователь «машины сновидений» может входить в гипнотические состояния.
В журнале «European Neurology» в 2009 году была опубликована статья, посвящённая производимым стробоскопами галлюцинациям, в которой, помимо прочего, разбиралось и изобретение Гайсина-Соммервиля. В заключении работы значилось:

В нейробиологии создание галлюцинаций до сих пор предоставляется сложной задачей <…> Исследования Фуче (англ. Ffytche) продемонстрировали, что стробоскоп является надёжным инструментом для ознакомления с визуальными образами путём изменения нейронной активности в и между таламокортикальными областями. Изменения таламокортикальной активности также связаны с нейропсихиатрическими расстройствами, включая Синдром Чарльза Бонне (CBN) <…> как результат, стробоскопические галлюцинации могут быть использованы для изучения основных механизмов CBN и возможных терапевтических вмешательств <…> Сегодня стробоскопы могут быть использованы для моделирования комплекса механизмов, лежащих в основе специфических (но не всех) визуальных галлюцинаций.— Ter Meulena, B. C.; Tavya, D.; Jacobs, B. C., «From Stroboscope to Dream Machine: A History of Flicker-Induced Hallucinations»

## Устройство в популярной культуре

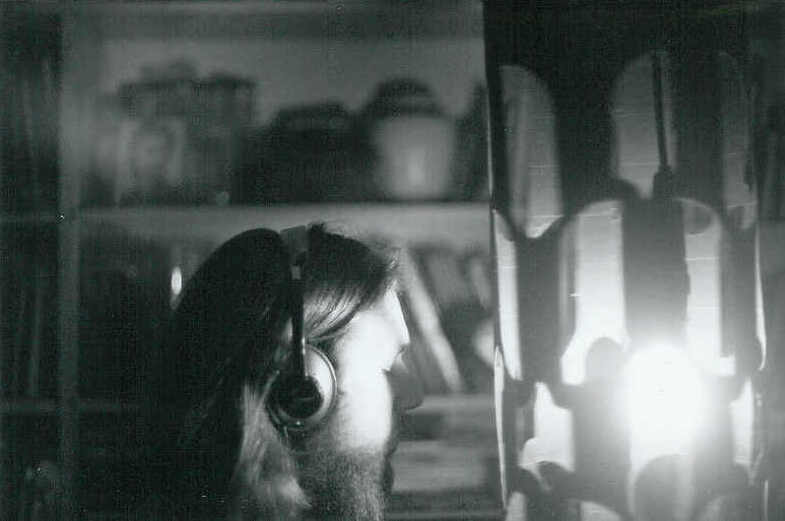
Пользователь около работающей «машины сновидений»

Помимо самого Гайсина, на художественное творчество которого «машина сновидений» оказала огромное влияние, множество его близких друзей также испытали на себе её действие, которое нашло определённое отражение в их трудах. Визуальные эффекты устройства были описаны Берроузом в романах «Билет, который лопнул» (1962) и «Нова Экспресс» (1964) — в них же писатель переосмысливал значение машины, трансформируя его в оружие против насаждения Контроля (который является одной из центральных тем автора); свой опыт от взаимодействия с машиной в одном из своих стихотворений запечатлели писатель Гарольд Норс и поэт Айра Коэн — оба близкие друзья Гайсина. Машина также в определённой мере повлияла на творчество британского экспериментального музыканта Дженезиса Пи-Орриджа. Известный американский психолог Тимоти Лири называл изобретение «самым передовым нейрофеноменологическим устройством, когда-либо сконструированным».
Самим же Гайсином машины неоднократно показывались широкой публике наравне с картинами; художник верил, что устройство может в некой степени вытеснить наркотики в среде желающих приобщиться к мистическому опыту — произошло же, впрочем, всё несколько иным образом. Так, вдохновленный стробоскопическими эффектами от машины, её приблизительный аналог в ходе своих известных «Кислотных тестов» использовал Кен Кизи. Американский журналист Том Вулф писал:

Свет вспыхивает и гаснет с очень большой частотой, быть может, в три раза быстрее нормального сердцебиения. Каждый раз, когда свет вспыхивает, вы видите новую фазу движения ног бегуна. Эти следующие одно за другим изображения остаются у вас в голове, поскольку свет гаснет прежде, чем вы успеваете уловить привычные глазу расплывчатые очертания движения. В мире кислотных торчков строб приобретает некие волшебные свойства. При определённой частоте свет стробоскопа настолько синхронизируется с колебаниями мозгового излучения, что у эпилептика может начаться припадок. Торчки обнаружили, что стробоскопы способны вызывать у них многие ощущения, связанные с опытом восприятия ЛСД, без всякого приёма ЛСД.— Том Вулф, «Электропрохладительный кислотный тест» (1996)
Канадским кинодокументалистом Ником Шиеном в 2008 году по книге Джона Гейгера «Chapel of Extreme Experience» был снят фильм «Мерцание», посвящённый изобретению Гайсина и Соммервиля. До Шиена, впрочем, «машины сновидений» также были задействованы в кинематографе — к примеру, в нескольких короткометражках Энтони Белча по мотивам творчества Берроуза. Существует маргинальная теория, согласно которой самоубийство вокалиста группы Nirvana Курта Кобейна якобы связано с «машиной сновидений», которая, по слухам, была обнаружена в доме, где скончался Кобейн — незадолго до своей смерти он якобы «маниакально пристрастился к использованию устройства и везде возил его с собой». Сообщается, будто музыкант во время сеанса услышал голос, повелевший ему «самоустраниться», и подчинился; тем не менее, судя по всему, это не более чем городская легенда. С конца 1990-х в Европе практически ежегодно проходят разнообразные выставки, в ходе которых демонстрируются «машины сновидений» в действии.